# Blang Mee Timu
Blang Mee Timu is een bestuurslaag in het regentschap Bireuen van de provincie Atjeh, Indonesië. Blang Mee Timu telt 1268 inwoners (volkstelling 2010).